# Ван Тонгерен, Вицке
Вицке Ван Тонгерен (нидерл. Wietske van Tongeren; род. 26 декабря 1980 года, Зволле) — актриса мюзикла из Нидерландов.

## Биография
Вицке Ван Тонгерен родилась в Нидерландах, в городе Зволле. В 2004 году окончила консерваторию в Тилбурге. Во время учёбы принимала участие в мюзиклах «Суини Тодд» и «Спящая красавица».

## Роли
- 2003—2004, «Спящая красавица» — Синяя Фея, Эфтелинг (Efteling) (Нидерланды)
- 2004—2005, «Элизабет» — графиня Sztaray и Элизабет (замена), Вена (Австрия)
- 2005, «Иисус Христос — суперзвезда» — Soulgirl, Вена (Австрия)
- 2006, «Элизабет» — Элизабет, Штутгарт (Германия)
- 2006—2007, «Ребекка» — «Я», Вена (Австрия)
- 2008, «В леса» — Золушка, Боцен (Италия)
- 2008, «Ребекка» — «Я», Вена (Австрия)
- 2009, «Рудольф» — кронпринцесса Стефания, Вена (Австрия)
- 2010, «3 мушкетёра» — королева Анна, Текленбург (Германия)
- 2011, «Мисс Сайгон» — Эллен, Клагенфурт (Австрия)
- 2011—2012, «Звуки музыки» — Мария Райнер, Зальцбург (Австрия)
- 2013 — по наст. вр., «Рокки» — Эдриан, Гамбург (Германия)

## Дискография
- 2006 — Rebecca, original Vienna cast recording
- 2007 — Rebecca: Gesamtaufnahme, two-disc Vienna cast recording
- 2009 — Rudolf — Affaire Mayerling, original Vienna cast recording
- 2009 — Rudolf — Affaire Mayerling: Gesamtaufnahme, two-disc Vienna cast recording